# Marine Conservation Society
Die Marine Conservation Society (MCS) ist eine gemeinnützige britische Organisation, die sich den Schutz und Erhalt von Meereslebensräumen, Küstengebieten und den dort vorkommenden Lebewesen verschrieben hat. Sie wurde 1983 gegründet und hat seinen Sitz in Ross-on-Wye, Herefordshire, England, Großbritannien.
Die Gesellschaft setzt sich für eine nachhaltige Fischerei ein und hat dazu unter anderem Informationsmaterial für Verbraucher veröffentlicht, das verschiedene Fischsorten in ihrer Nachhaltigkeit bewertet. Weiterhin führt die MCS Kampagnen durch, die die Auswirkung von Müll, etwa Plastiktüten oder auch den Ballons von Ballonflugwettbewerben, auf Meerestiere und andere Lebewesen deutlich machen soll. Die Organisation führt vor allem Naturschutzprogramme in Schottland und Wales durch.  